# Трекина
Трекина (итал. Trecchina) је насеље у Италији у округу Потенца, региону Базиликата.
Према процени из 2011. у насељу је живело 1373 становника. Насеље се налази на надморској висини од 503 м.

## Становништво
Према резултатима пописа становништва 2011. у општини је живело 2.322 становника.
| 1931. | 1936. | 1951. | 1961. | 1971. | 1981. | 1991. | 2001. | 2011. |
| ----- | ----- | ----- | ----- | ----- | ----- | ----- | ----- | ----- |
| 2.692 | 2.665 | 2.688 | 2.919 | 2.815 | 2.597 | 2.508 | 2.404 | 2.322 |

## Партнерски градови
- Jequié